# Julia Reid
Julia Reid (* 16. Juli 1952 in London) ist eine britische Politikerin von Reform UK (bis 1/2021 Brexit Party). Sie war vom 1. Juli 2014 bis 1. Juli 2019 Abgeordnete im Europäischen Parlament während der 8. Wahlperiode und gehörte der Fraktion Europa der Freiheit und der direkten Demokratie an. 

## Leben
Julia Reid studierte Biochemie an der Universität Bath. Nach dem Studium war sie als wissenschaftliche Mitarbeiterin an der Universität Bath tätig. 1998 promovierte sie auf dem Gebiet der Pharmakologie. Sie war dann als Labormanagerin des Diabetes and Lipid Research Laboratory des Royal United Hospital tätig. Weitere berufliche Stationen waren eine Tätigkeit am Marian Merrell Dow Research Institute in Straßburg und eine Tätigkeit für Autogen Bioclear Ltd.

## Politischer Werdegang
Im Jahr 1981 trat Julia Reid der Social Democratic Party (SDP) bei, dem Gründungsjahr der Partei. Bis zur Fusion der SDP und der Liberal Party zur Partei Liberal Democrats im Jahr 1988 blieb sie Mitglied in der SDP. Da Reid gegen die positive Stellung der neuen Partei Liberal Democrats zur Europäischen Union war, blieb sie auch nach der Fusion der Parteien in der SDP, nachdem diese durch einige Parteimitglieder neu gegründet wurde, die gegen die Fusion waren. 
Nachdem sich die SDP 1990 aufgelöst hatte, trat Reid 1993 der neu gegründeten UK Independence Party bei. 2010 kandidierte sie für den Sitz im House of Commons für den Wahlkreis Chippenham und scheiterte bei der Wahl mit 3,4 Prozent der Stimmen. Während des Wahlkampfes zur Europawahl 2014 wandte sie sich gegen die Akzeptanz von Scharia-Gerichten im Vereinigten Königreich. Sie distanzierte sich aber auch von Aussagen, die eine Verbannung des Islams aus Großbritannien forderten.
2014 wurde Reid in das Europäische Parlament gewählt und war Abgeordnete von 1. Juli 2014 bis 7. Dezember 2018 als Mitglied von UKIP und vom 12. Februar bis 1. Juli 2019 als Mitglied der Brexit Party. Reid war Mitglied im Ausschuss für regionale Entwicklung und Stellvertreterin im Ausschuss für Umweltfragen, öffentliche Gesundheit und Lebensmittelsicherheit.